# غاري ويليام فليك
غاري ويليام فليك (بالإنجليزية: Gary William Flake)‏ هو باحث وشخصية أعمال أمريكي، ولد في عقد 1960.